# 長野県道・群馬県道94号東御嬬恋線
長野県道・群馬県道94号東御嬬恋線（ながのけんどうぐんまけんどう94ごう とうみつまごいせん）は、長野県東御市滋野乙のしなの鉄道滋野駅から峠を越えて、群馬県吾妻郡嬬恋村田代の国道144号・国道406号の交点まで至る県道（主要地方道）である。

## 概要
県道沿いには古くからの奈良原温泉と鹿沢温泉などの温泉が点在。東御嬬恋線の終点、国道144・406号近くには新鹿沢温泉の温泉街がある。スキー場もいくつかあり、湯の丸スキー場や鹿沢スノーエリアで楽しむことが出来る。
2004年（平成16年）に小県郡東部町と北佐久郡北御牧村の合併で東御市が発足したことにより、東部嬬恋線から名称が変更（東御市で唯一「東御」と改称）された県道である。

### 路線データ
- 起点：長野県東御市滋野乙

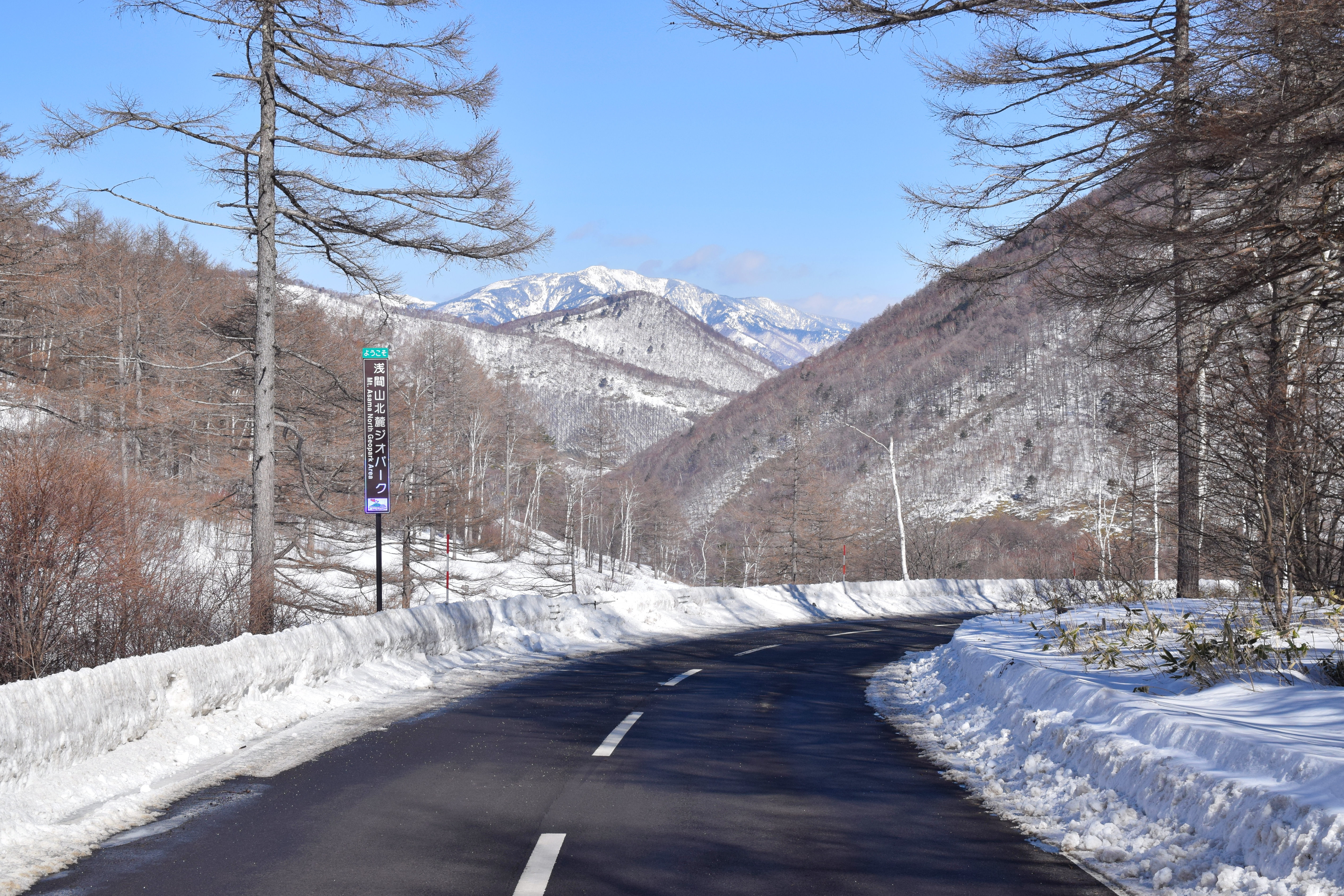
2月の東御嬬恋線（群馬県側）

- 終点：群馬県吾妻郡嬬恋村田代（国道144号（国道406号重複）交点：田代交差点）[注釈 1]

## 沿革
- 1959年（昭和34年）9月18日：群馬県より現・道路法に基づき、前身路線にあたる県道新鹿沢線（吾妻郡嬬恋村大字田代 新鹿沢 - 二級国道長野原上田線交点〈同郡同村〉、整理番号83）が路線認定される[2]。
- 1982年（昭和57年）4月1日：建設省が新張滋野停車場線、新鹿沢新張線、新鹿沢線を主要地方道 東部嬬恋線へ指定[3]。
- 1983年（昭和58年）1月17日：群馬県区間が、県道東部嬬恋線（〈長野県小県郡東部町〉 - 群馬県吾妻郡嬬恋村、整理番号68）として路線認定される[4]。
  - 同日、前身にあたる新鹿沢新張線（吾妻郡嬬恋村大字田代字新鹿沢 - 長野県小県郡東部町字新張、整理番号110）、新鹿沢線（吾妻郡嬬恋村大字田代字新鹿沢 - 同村大字同、整理番号169）を廃止[5]。
- 1993年（平成5年）5月11日：建設省から、県道がとして主要地方道に再指定される[6]。
- 1994年（平成6年）4月1日：長野県側は「56」、群馬県側は「68」だった県道番号を「94」へ統一。
- 2004年（平成16年）4月1日：北佐久郡北御牧村と小県郡東部町が合併し東御市設置。東部嬬恋線を東御嬬恋線へ変更。[要出典]

## 地理

### 通過する自治体

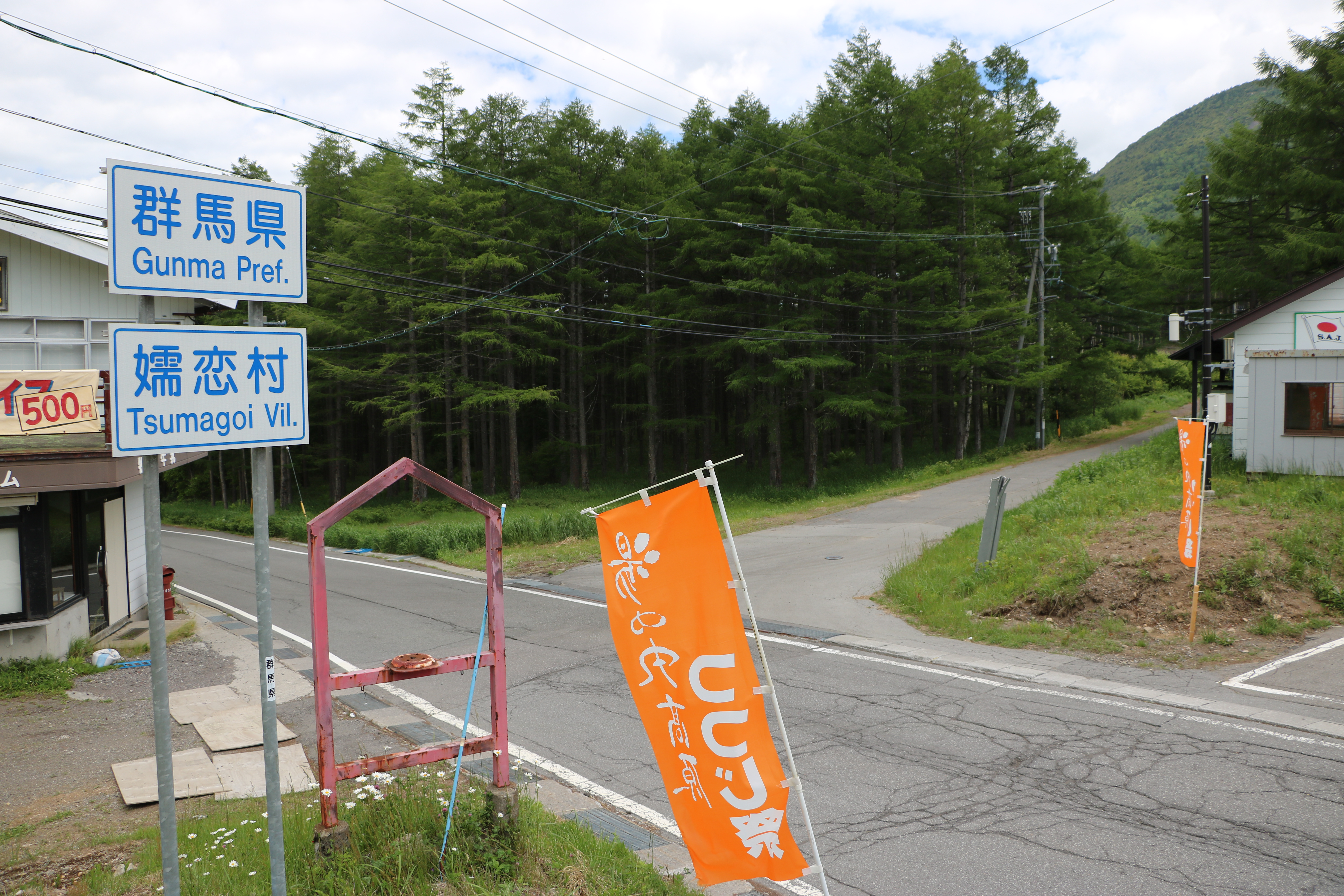
地蔵峠の県境サイン。2022年6月27日撮影。

- 長野県
  - 東御市
- 群馬県
  - 吾妻郡嬬恋村

### 交差する道路
- 国道18号（東御市滋野乙）
- 長野県道79号小諸上田線（東御市滋野乙）
- 国道144号（国道406号重複）（終点）

### 沿線にある施設など

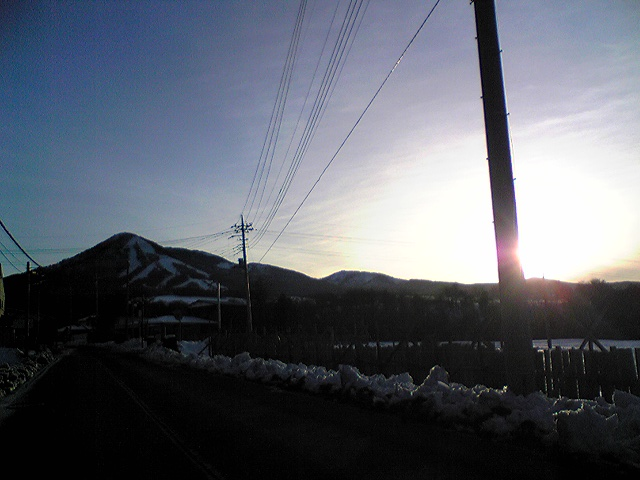
東御嬬恋線、鹿沢スノーエリア付近

- しなの鉄道 しなの鉄道線 滋野駅
- 自然
  - 湯の丸高原
  - 池の平湿原
  - 臼窪湿原
- スキー場
  - 湯の丸スキー場
  - 鹿沢スノーエリア
- 温泉
  - 新鹿沢温泉
  - 鹿沢温泉
  - 奈良原温泉
- 文化財
  - 東御市石造文化財百体観音石造町石[7]